# Lauenbrück
Lauenbrück ist eine Gemeinde im Landkreis Rotenburg (Wümme) in Niedersachsen. Sie ist zugleich Verwaltungssitz der Samtgemeinde Fintel.

## Geografie

### Geographische Lage
Die Gemeinde liegt im Osten des Landkreises Rotenburg (Wümme). Bei Lauenbrück mündet die Fintau in die Wümme. Die Landschaft ist geprägt von großen Waldgebieten im Osten und Süden, Mooren (Steinbecker Moor) und den beiden Flüssen. Wegen des feuchten Geländes wird relativ wenig Fläche landwirtschaftlich genutzt.

### Gemeindegliederung
Durch die Mitte der Gemeinde verläuft die Bahnlinie Hamburg–Bremen. Zwischen dieser und der nördlich fließenden Wümme liegt der Hauptort Lauenbrück. Ein Neubaugebiet davon befindet sich südlich der Bahnlinie. Der Ortsteil Stell befindet sich im Nordosten, nahe der Grenze zum Landkreis Harburg.

### Nachbargemeinden
Im Uhrzeigersinn, beginnend im Norden:
Stemmen,
Vahlde, nördlicher Teil, Königsmoor,
Vahlde, südlicher Teil, Scheeßel, Helvesiek

## Geschichte
Lauenbrück wurde urkundlich erstmals im Jahr 1358 erwähnt und war Flussquerung für die Flüsse Wümme und Fintau. Der erste Teil des Ortsnamens geht auf die welfischen Herzöge von Braunschweig-Lüneburg zurück. Lauen verweist auf deren Wappentier, den Löwen. Der zweite Teil des Ortsnamens, brück, geht auf eine bei Lauenbrück in früheren Jahrhunderten bestehende Brücke (vermutlich eine Pfahlbrücke mit einer Länge von 40 bis 80 Metern) zurück, die als Teil eines alten Heerweges die beiden Flüsse Fintau und Wümme überschritten haben soll. Hinweise auf die tatsächliche Existenz dieser Brücke wurde bei dem Neubau der Sohlgleite, am Zusammenfluss von Fintau und Wümme, gefunden. Dort fand man etwa 600 Jahre alte Eichenpfähle.
Zwischen 1354 und 1358 wurde durch das Herzogtum Braunschweig-Lüneburg hier die namensgebende Burg Lauenbrück errichtet, die später zu einem heute auf der anderen Seite der Wümme existierenden Rittergut der Familie von Bothmer wurde.

## Politik

### Gemeinderat
Der Rat der Gemeinde Lauenbrück vertritt, setzt sich aus 13 Mitgliedern zusammen. Die Ratsmitglieder werden durch eine Kommunalwahl für jeweils fünf Jahre gewählt.
Bei den letzten Gemeinderatswahlen ergaben sich folgende Sitzverteilungen:
| Partei | 2021 |
| ------ | ---- |
| SPD    | 7    |
| CDU    | 3    |
| GRÜNE  | 2    |
| FDP    | 1    |

(Stand: Kommunalwahl 12. September 2021)

### Bürgermeister
Seit 2002 ist der SPD-Politiker Jochen Intelmann Bürgermeister der Gemeinde. Sein erster Stellvertreter ist Horst Milbrodt (CDU), zweite Stellvertreterin ist Tanja Bladauski (SPD).

### Wappen
Blasonierung: Das Wappen der Gemeinde zeigt einen blauen Löwen auf goldenem Grund, der über einen über eine blaue Wasserfläche führenden Knüppeldamm schreitet.

## Kultur und Sehenswürdigkeiten

### Martin-Luther-Kirche

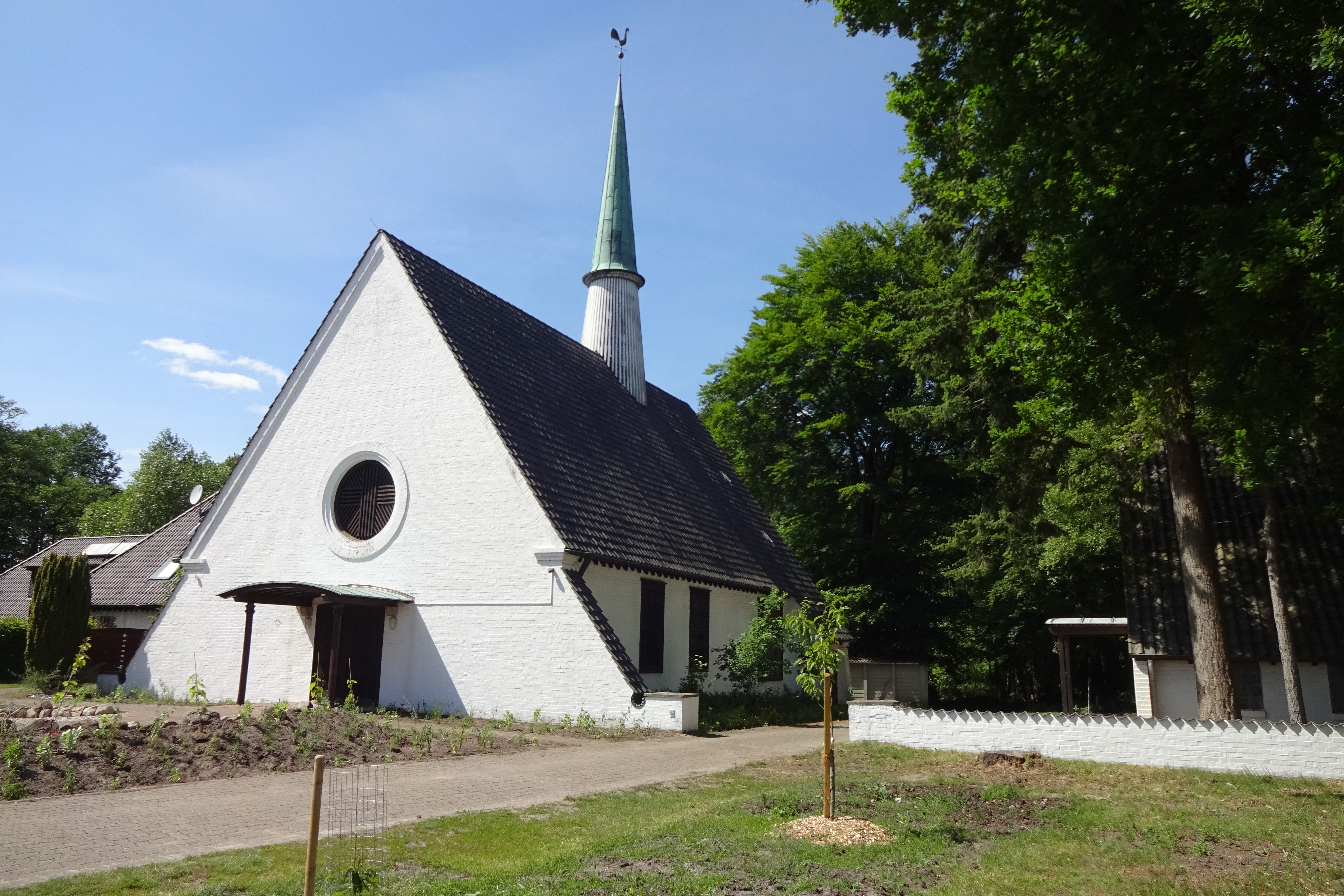
Kirche in Lauenbrück

Die evangelisch-lutherische Martin-Luther-Kirche von 1957 steht neben dem Friedhof. Zur Ausstattung gehören ein Barockaltar aus der Kirche in Scheeßel und ein Abendmahlskelch von 1703.

### Fintauwehr
Nachdem 2002 und 2008 große Teile des Dorfes durch Hochwässer überflutet wurden, errichtete man 2009/10 einen rund 700 m langen Hochwasserschutzdamm vor Lauenbrück, der in Zukunft Wasserschäden verringern soll. Die Kosten betrugen rund 968.000 Euro und wurden zu 90 % aus dem Konjunkturpaket II gedeckt.

### Sport
- Sportanlagen: Zwei Fußballplätze, drei Tennisplätze, je eine Sporthalle bei der Grundschule und bei der Fintauschule sowie eine Leichtathletikanlage.
- SV Lauenbrück

### Regelmäßige Veranstaltungen
Überregional bekannt ist der seit 1985 jährlich stattfindende Lauenbrücker Flohmarkt, zu dem regelmäßig über 10.000 Besucher erscheinen.

### Grünflächen und Naherholung
In der Gemeinde befindet sich ein Tier- und Landschaftspark, der LandPark Lauenbrück.

## Wirtschaft und Infrastruktur

### Unternehmen
- Bothmer Pyrotechnik GmbH, einer der führenden Feuerwerksbetriebe für Großfeuerwerk in Deutschland (inzwischen umgezogen nach Westervesede, Gemeinde Scheeßel)
- Maschinenbaubetrieb Atlas von der Wehl GmbH

### Öffentliche Einrichtungen
- Rathaus der Samtgemeinde Fintel.
- Freiwillige Feuerwehr seit 1923[8]
- Rettungswache des DRK seit 2012[9]

### Bildung
- Fintauschule von 2000: Weiterführende Schule als Haupt- und Realschule, seit 2011 Oberschule.
- Grundschule Lauenbrück
- Kindergarten Alte Post
- Kindergarten Löwenburg

### Verkehr
Die Gemeinde liegt an der B 75 zwischen Rotenburg (Wümme) und Hamburg. Ein Bahnhof steht an der Bahnstrecke Wanne-Eickel–Hamburg, an dem im Rahmen des Hanse-Netzes verkehrende Züge der metronom Eisenbahngesellschaft auf der Verbindung Hamburg–Bremen halten. Der Sonderflugplatz Lauenbrück (EDHU) hat eine 600 m lange Landebahn.

## Söhne und Töchter der Gemeinde
- Hans Caspar von Bothmer (1656–1732), Diplomat des Kurfürstentums Braunschweig-Lüneburg in London
- Hans-Cord von Bothmer (1936–2021), Landtagsabgeordneter (CDU)